# Драгош Калајић
Драгош Калајић (Београд, 22. фебруар 1943 — Београд, 22. јул 2005) био је српски филозоф, сликар, новинар, писац и члан Сената Републике Српске.

## Биографија
Његова мајка Татјана (рођ. Парента) је била професор математике и ћерка свештеника, писца и професора Милоша Паренте.
Дипломирао је на Академији лијепих умјетности у Риму 1965. године  са највећим оцјенама у класи. По завршетку своје обуке отпочео је да живи и ради у Београду и Риму. Калајић је био и остварен писац поред тога што је био умјетник (писао је за часопис Погледи). Био је члан Удружења књижевника Србије, Удружења ликовних умјетника Србије и Савеза писаца Русије.
Постигао је значајан утицај на пољима на којима је учествовао, од књижевности до визуелних умјетности до историје умјетности и издаваштва. Био је пријатељ са многим истакнутим личностима из области умјетности, књижевности, филма и филозофије, као што су Јулијус Евола, Езра Паунд, Александар Дугин, Ђорђо де Кирико, Гвалтјеро Јакопети и још многим другима.
Био је критичар Хришћанства и заговорник паганизма до грађанског рата деведесетих година, током и након чега је постао православни хришћанин и заговорник савеза православних народа.

## Одабрана дела
- Упориште (Рехабилитација структуре интегралног човека)[6]
- Иницијације[6]
- Мапа (анти)утопија[6]
- Филозофија уметности[6]
- Смак света[6]
- Писци бога Марса[6]
- Европска идеологија[6]
- Живот је путовање, путописи[6]
- Космотворац, роман[6]
- Последњи Европљани, роман[6]
- Српска деца царства, роман[6]
- Америчко зло[6]
- Издана Европа[6]
- Српско добро[6]
- Русија устаје[6]
- Кодекс Соларног реда & Појмовник Драгоша Калајића[6]
- Кршевина (поема, са поговором)[6]
- Зимски солстицијум (дневник последњих година, Најважнији интервјуи, нарочито они дати у последњим годинама живота. Три опроштајна текста: „Последњи Хиперборејац”)[6]